# Calle Amparo (Sevilla)
La calle Amparo es una vía pública de la ciudad española de Sevilla.

## Descripción
La vía discurre desde la plaza del Pozo Santo hasta la confluencia de Viriato con Madre María de la Purísima, donde conecta con Aposentadores. Aparece descrita en la Noticia histórica del origen de los nombres de las calles de esta ciudad de Sevilla (1839) de Félix González de León con las siguientes palabras:

Calle del Amparo. Es en el cuartel C. y en la parroquia de san Andres. No se sabe de que proviene su nombre: nada hay en ella de particular: es angosta y pasa desde la plaza del Pozo Santo hasta la del hospital de los Viejos.
(González de León, 1839, p. 171)